# Palomino (cavall)
Palomino és una raça de cavalls molt ràpids que tenen com a origen Europa i van ser traslladats en a Amèrica després de la conquesta espanyola. El nom palomino deriva d'una varietat de raïm blanc espanyol, malgrat tot el sigui quin sigui l'origen del nom és un fet que el color és extraordinàriament atractiu.

## Característiques
Presenta una bona conformació del cap, els ulls són de color avellana o foscos, de vegades presenten certes taques blanques en la cara com l'estrella o el cordó. En els gambades, darrere trobem taques blanques que no sobrepassen el genoll o la sofraja. La cua és blanca i abundant. Con gran fluïdesa en el seu moviment. El seu clor és de daurat clar al fosc. La seva cua i crin són d'un blanc brillant.

## Procedència
Després de la conquesta espanyola a l'Amèrica del Nord, el Palomino va rebre el reconeixement com a raça de l'associació del cavall Palomino.

## Història
Introduïts a Amèrica pels espanyols en l'època de la conquesta. En l'actualitat trobem aquest color en diverses races i tipus americans.